# إوعى وشك
إوعى وشك فيلم كوميدي مصري من إنتاج عام 2003، قصة وسيناريو وحوار المؤلف مدحت العدل، من إخراج سعيد حامد، وبطولة أحمد رزق وأحمد عيد.

## قصة الفيلم
«حودة» و «جعفر» أصدقاء منذ الطفولة، لا يفرقهم إلا الموت، تقودهم ظروف الحياة وتطوراتها لاحتراف النصب، فيشكلان ثنائي نصاب من الدرجة الأولى.. ونظراً لبراعتهما الشديدة في الاحتيال على الأبرياء.. يقرر «نسيم» باشا رجل الأعمال المعروف الاستعانة بهم لتسهيل أعماله، بالإضافة إلى سكرتيرته «لولا» صاحبة الفضل الأول في تيسير أعماله المشبوهة.و هنا، يقرر الصديقين استغلال ما يعرفانه عن نسيم ومساومته عليه، ليبدأ الصراع بينهما وبينه.

## الممثلون
- أحمد رزق
- أحمد عيد
- منة شلبي
- حنان مطاوع
- طلعت زكريا
- جيهان راتب
- علاء مرسي
- سليمان عيد
- محمد يوسف
- سناء يونس
- عمران بحر
- سامح حسين

## فريق العمل
- إخراج: سعيد حامد
- إنتاج: العدل جروب
- توزيع: اوسكار - النصر
- تأليف: مدحت العدل
- مونتاج: مها رشدي
- موسيقى تصويرية: هشام نياز
- مدير التصوير: أيمن أبو المكارم

## وصلات خارجية
- إوعى وشك على موقع IMDb (الإنجليزية)
- إوعى وشك على موقع الدهليز
- إوعى وشك على موقع قاعدة بيانات الأفلام العربية
- إوعى وشك على موقع قاعدة بيانات الفيلم (الإنجليزية)
- إوعى وشك على موقع ليتربوكسد (الإنجليزية)
- صفحة الفيلم في قاعدة بيانات الأفلام العربية